# Un Anglais à Moscou
Un Anglais à Moscou est un tableau réalisé par le peintre russe Kasimir Malevitch en 1914. Cette huile sur toile de format vertical est le portrait cubo-futuriste d'un Anglais en haut-de-forme dans la ville de Moscou, avec en superposition devant lui différents éléments tels qu'un cimeterre, une bougie allumée, une échelle, des inscriptions en russe ou un poisson blanc, ce dernier recouvrant la moitié de son visage, qui est rendu en vert-jaune. Annonciatrice du surréalisme, l'œuvre est conservée au Stedelijk Museum Amsterdam, à Amsterdam, aux Pays-Bas.